# 670 Ottegebe
670 Ottegebe
670 Ottegebe là một tiểu hành tinh ở vành đai chính. Nó được August Kopff phát hiện ngày 20.8.1908 ở Heidelberg và được đặt theo tên Ottegebe, nhân vật trong vở kịch Der arme Heinrich của Gerhardt Hauptmann